# Туников, Геннадий Михайлович
Генна́дий Миха́йлович Ту́ников (1 августа 1941, Башкирcкая АССР — 3 июня 2021, Рязань) — российский учёный, специалист в области разведения, генетики и технологии животноводства. Ректор Рязанского государственного агротехнологического университета имени П. А. Костычева (1986—2010). Доктор сельскохозяйственных наук, профессор. Лауреат премии Правительства РФ в области образования (2003).

## Биография
Родился в селе Ядгаровский Кумертауского района БАССР.
Окончил Оренбургский сельскохозяйственный институт (1965). После аспирантуры там же работал там же в 1971-86 гг.: ассистент, доцент, заведующий кафедрой, заместитель декана, проректор по учебной работе. В 1986 году из резерва ректоров Министерства сельского хозяйства Российской Федерации был назначен на должность ректора Рязанского сельскохозяйственного института (Рязанский государственный агротехнологический университет имени П. А. Костычева), коим являлся до 2010 года, ранее там же профессор кафедры зоотехнии и биологии. Также являлся председателем Рязанского областного общества «Знание».
Бывший член (академик) Международной академии информатизации, Академии кадровой политики, социологии и управления АПК России, Петровской академии наук и искусств, Академии аграрного образования России, Международной академии наук высшей школы.
Подготовил 20 кандидатов и 9 докторов наук.
Опубликовал 260 научных работ, включая 5 учебников, 12 учебных пособий, 15 рекомендаций, 5 научно-популярных книг. Имеет 13 патентов на изобретения.
Скончался 3 июня 2021 года.

## Награды
Награждён орденами «За заслуги перед Отечеством» III (2007) и IV (1999) степеней, ему присвоены почётные звания «Заслуженный работник сельского хозяйства РСФСР», «Заслуженный деятель науки и техники РФ» (1994), «Почетный работник высшего образования России», «Почётный работник агропромышленного комплекса России». Почётный гражданин Рязанской области.